# بوسيو (إزار)
بوسيو (بالفرنسية: Bossieu) هي بلدية في إقليم إزار بمنطقة أفيرن–رون ألب في جنوب شرق فرنسا.